# Джуліана Мінуццо
Джуліана Кеналь-Мінуццо (італ. Giuliana Chenal-Minuzzo; нар. 26 листопада 1931, Маростіка, 
Провінція Віченца, Венето, Італія — пом. 11 листопада 2020, Аоста, Італія) — італійська гірськолижниця, яка виступала в слаломі, слаломі-гіганті та швидкісному спуску. Представляла збірну Італії з гірськолижного спорту в 1949—1963 роках, володарка двох бронзових медалей зимових Олімпійських ігор, триразова бронзова призерка чемпіонатів світу, дев'ятикратна чемпіонка італійської національної першості.

## Біографія
Джуліана Мінуццо народилася 26 листопада 1931 року в італійській комуні Маростіка провінції Віченца, Венеція. Дитинство провела в автономній області Валле-д'Аоста.
Вперше заявила про себе в 1949 році, ставши третьою на чемпіонаті Італії в заліку швидкісного спуску. Того ж року увійшла до складу італійської національної збірної та здобула дві перемоги на міжнародних жіночих змаганнях Femina Cup, обійшовши всіх суперниць у швидкісному спуску та слалому. Протягом двох наступних років увійшла до еліти світового гірськолижного спорту, додавши в послужний список ще кілька нагород і титулів. У 1951 році вперше перемогла на чемпіонаті Італії, ставши найкращою в програмі гігантського слалому.
Завдяки низці вдалих виступів удостоїлася права захищати честь країни на зимових Олімпійських іграх 1952 року в Осло — посіла восьме місце в слаломі, закрила двадцятку найсильніших гігантського слалому, тоді як у швидкісному спуску фінішувала третьою. Завоювала бронзову олімпійську медаль вона пропустила поперед себе тільки австрійку Труде Байзер і німкеню Аннемарі Бухнер. Таким чином, Мінуццо стала першою італійською спортсменкою, яка зуміла виграти медаль на зимовій Олімпіаді.
Перебуваючи в числі лідерів гірськолижної команди Італії, Джуліана Мінуццо благополучно пройшла відбір на домашні Олімпійські ігри 1956 року в Кортіна-д'Ампеццо, причому на церемонії відкриття їй довелося вимовити олімпійську клятву (це було вперше в історії олімпійського руху, коли клятву вимовляла жінка). Тим не менш, на цей раз потрапити до числа призерів їй не вдалося. Джуліана Мінуццо показала четвертий результат у слаломі та швидкісному спуску, в той час як в гігантському слаломі фінішувала тринадцятою. Також, Мінуццо взяла бронзу в комбінації, хоча ця дисципліна тоді не входила до програми Олімпійських ігор і пішла тільки в залік чемпіонату світу.
У 1960 році вирушила представляти країну на Олімпійських іграх в Скво-Веллі. По сумі двох спроб у слаломі закрила десятку найсильніших. У гігантському слаломі виграла бронзову медаль, поступившись швейцарці Івонн Рюегг та американці Пенні Піту.
Залишалася діючою спортсменкою аж до 1963 року, весь цей час залишалася в складі італійської національної збірної і продовжувала брати участь у найбільших міжнародних змаганнях. За свою довгу спортивну кар'єру в загальній складності 16 разів піднімалася на подіум чемпіонатів Італії, в тому числі дев'ять раз була переможницею: чотири рази в слаломі, двічі в гігантському слаломі і тричі в швидкісному спуску.
Після завершення спортивної кар'єри Джуліана Кеналь-Мінуццо відкрила магазин спортивних товарів у гірськолижному курорті Брей-Червінія, який працював до 2011 року. Брала участь у церемонії відкриття Олімпійських ігор 2006 року в Турині, тримала прапор в той час як гірськолижник Джорджо Рокка виголошував олімпійську клятву.
Померла 11 листопада 2020 року.